# Fritz Hintermayr
Fritz Hintermayr (* 7. Mai 1896 in Augsburg; † 24. August 1964 in Nürnberg) war ein deutscher Industrieller und Fabrikant.

## Leben und Wirken
Fritz Hintermayr wurde als drittes und letztes Kind des Monteur-Ehepaares Max und Anna Hintermayr in Augsburg geboren. Als gelernter Schlosser und späterer Maschinenbauer trat er in die Fußstapfen seines Vaters und machte durch seinen Fleiß bald schon so viel von sich reden, dass ihm der Augsburger Magistrat eine Prämie für besondere Leistungen zuerkannte. Im Jahr 1915 führte den Facharbeiter sein Weg nach Nürnberg, um hier seine Führerscheinprüfung abzulegen. Die historische Stadt begeisterte ihn so sehr, dass er nach seiner Militärzeit hierher zurückkehrte.
In den Mars-Werken wurde er zum Meister befördert, einige Jahre später konnte er bei Zündapp zum Betriebsleiter aufsteigen. Im Jahr 1925 ergriff er die Initiative und machte sich selbständig. Zunächst fertigte er Sättel und Werkzeugtaschen für Motorräder. Nach dieser Gründerzeit baute er ein Unternehmen auf. 1932 konnten Teile der Bing-Produktion sowie der Markenname Bing erworben werden und man stellte fortan Gasboiler und ab 1933 lief die Bing-Vergaserproduktion in den Bing-Werken, zuerst für Triumph und Zündapp, ab 1944 für BMW. Zum Kundenkreis zählten weitere bekannte Firmen, wie Ardie, Auto Union, NSU, Fichtel & Sachs, Hercules und Victoria. Vergaser für stationäre Motoren, Motorsägen und Bootsmotoren ergänzten die Palette. Die Firma nannte sich nun „Fritz Hintermayr Bing-Vergaser-Fabrik“.
Nach einer Bombardierung im 2. Weltkrieg, wurde die Firma in der Senefelderstraße vollkommen zerstört. Fritz Hintermayr ließ sich dadurch nicht entmutigen und fing noch einmal von vorne an. Er ließ das Unternehmen wieder aufbauen, denn sein guter Name bürgte für die hochwertigen Vergaser. Aus dem Einzelunternehmen wurde nach dem Tod des Inhabers 1965 eine GmbH die „Fritz Hintermayr GmbH Bing-Vergaser-Fabrik“, 1990 konnte der 50-millionste Vergaser verkauft werden. Die Fritz Hintermayr GmbH Bing-Vergaser-Fabrik wurde 2001 in Bing Power Systems GmbH umbenannt, es ist heute ein Unternehmen der Flash Group mit Sitz in Nürnberg und als Hersteller von Motorradzubehör bekannt.

### Privat
Sein Privatleben war eher unauffällig. Als Junggeselle lebte er in Reichelsdorf und wurde von einer Haushälterin versorgt. Seine einzige Leidenschaft galt den Bergen, die ihm viel Freude und Erbauung schenkte, sie kam in vielfältigen Touren bis zu extremen Unternehmungen zum Ausdruck. Große Touren führten ihn in die östlichen Zentralalpen. Dort hat er die Zillertaler, Ötztaler und Stubaier Berge durchquert und deren namhafte Gipfel erstiegen. In den Westalpen bewältigte er als Hochtourist die Gipfel des Mont Blanc und Monte Rosa. Die „Fritz-Hintermayr-Hütte“ ist eine Stiftung an seine Bergfreunde.

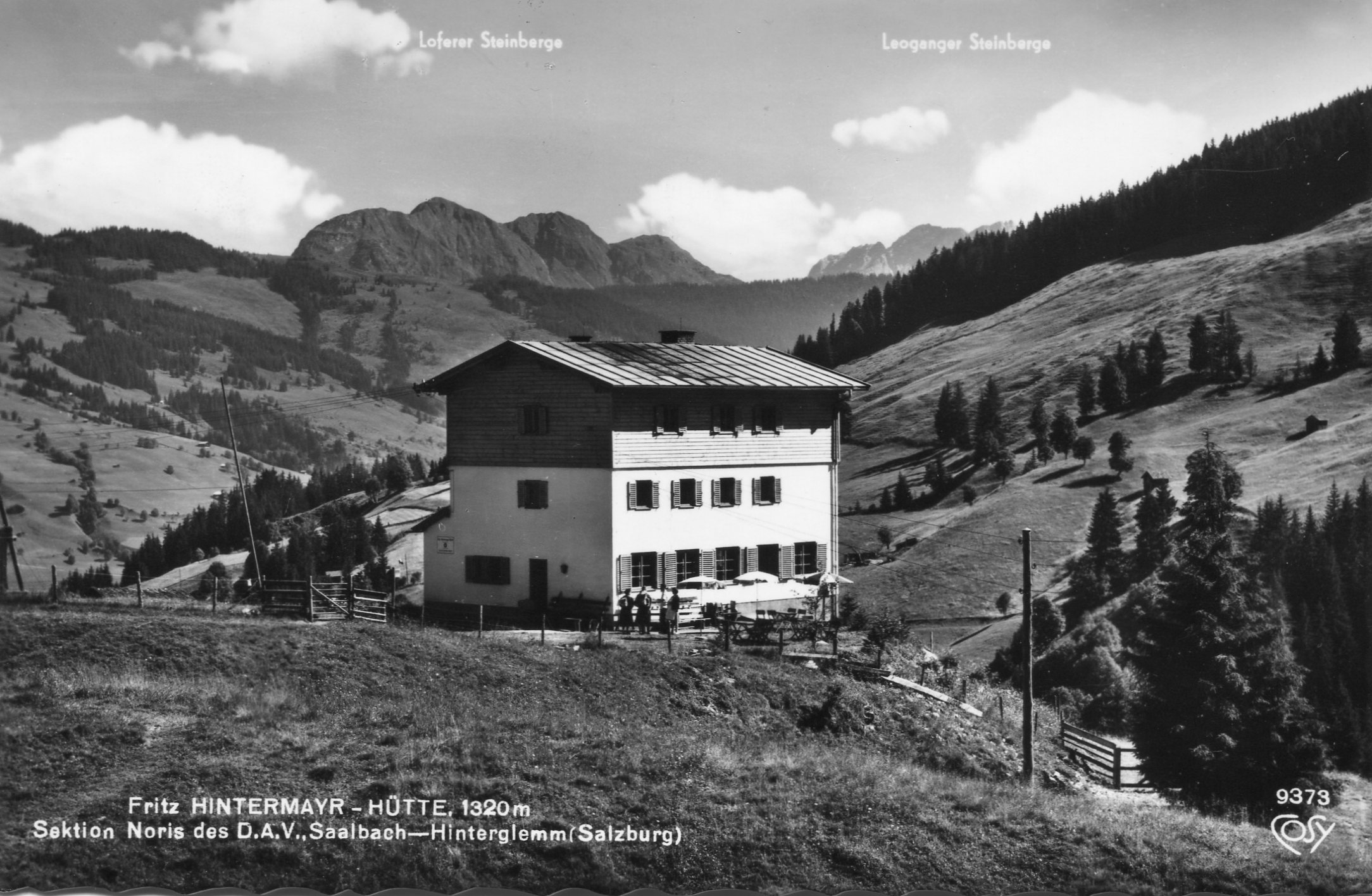
Fritz-Hintermayr-Hütte

Die Fritz-Hintermayr-Hütte, eine hauptsächlich im Winter viel benutzte Bergunterkunft, wurde 1959 von der Sektion Noris des DAV in Nürnberg geschaffen. Er unterstützte seine Sektion in finanzieller Hinsicht. Für die Hütte mit seinem Namen stiftete er 100.000 DM. Er spendete weiterhin einen Materialaufzug im Werte von 60.000 DM und finanzierte zudem noch den Ausbau eines Stüberls auf der Nürnberger Hütte im Stubaital, das ebenfalls seinen Namen trägt. Fritz Hintermayr war Ehrenmitglied in der Sektion Nürnberg des DAV.
Von seinem unerwarteten Ableben am 24. August 1964 wurden seine Angehörigen ebenso überrascht wie seine Freunde. Fritz Hintermayr hatte noch nicht einmal ein Testament zu Papier gebracht, so dass sein Bruder Max, der jahrzehntelang sein engster Mitarbeiter war, aus flüchtigen Notizen den letzten Willen herauslesen musste.
Hintermayr war seit 1959 der geheimnisumwitterte Spender von einer Million Mark für das Altersheim am Platnersberg, zwei weitere Millionen spendete er für ein Alterskrankenhaus in Nürnberg. Fritz Hintermayr hat aber nicht nur Nürnberg mit Millionen bedacht, sondern seine Geburtsstadt Augsburg und Haunstetten ebenfalls mit großzügigen Spenden beim Bau von Altersheimen unterstützt.

## Stiftungen

### Fritz Hintermayrsche Altersheim-Stiftung in Augsburg
Fritz Hintermayr dotierte am 20. August 1962 eine Stiftung über 1 Mio. DM. 1962/63 errichtete die Stiftung ein Altenheim, das nach seiner Mutter benannte Anna-Hintermayr-Stift (Kosten 6,3 Mio. DM), gelegen im Antonsviertel an der 1965 benannten Fritz-Hintermayr-Straße. Um 1964 wurde das Stiftungskapital auf über 2 Mio. DM aufgestockt. 1966–1968 entstand zusätzlich eine Seniorenwohnanlage mit 144 Plätzen (Kosten 5,5 Mio. DM). Die selbstständige Stiftung des öffentlichen Rechts dient dem Unterhalt des Altenheims mit Wohnanlage und Pflegeabteilung.

### Die Fritz-Hintermayr-Stiftung in Nürnberg
Sein Bruder Max gründete im Namen seines Bruders die Fritz-Hintermayr-Stiftung in Nürnberg im Jahr 1968. Sie dient der Förderung der Altenhilfe und der allgemeinen Wohlfahrt. Zweck der Stiftung ist die Unterstützung bedürftiger Bewohner der Nürnberger städtischen Altenheime. Der Stiftungszweck wird verwirklicht durch Spenden an bedürftige Bewohner von Nürnbergs städtischen Altenheimen und Zuschüsse an soziale Einrichtungen.

## Ehrungen
- Die nach ihm benannte Hintermayrstraße in Nürnberg.
- Die nach ihm benannte Fritz-Hintermayr-Straße in Augsburg.

## Veröffentlichungen
- Fritz Hintermayr: Handbuch vom Bing-Vergaser : Ersatzteile. 1937.

## Nachrufe
- Sektion Nürnberg: Festschrift 100 Jahre 1869–1969, Seite 17.